# Agema (geslacht)
Agema is een geslacht van kreeftachtigen uit de klasse van de Ichthyostraca.

## Soort
- Agema silvaepalustris Riley, Hill & Huchzermeyer, 1997